# Sithu (król Pinya)
Sithu (birm. စည်သူ, IPA: sìθù; znany też jako Myinsaing Sithu) był królem królestwa Pinya od roku 1340 do 1344. Król ten nie jest wymieniany przez żadną z kronik birmańskich. Pojawia się on jedynie w inskrypcji z epoki królestwa Pinya jako król Myinsaing Sithu. Sithu, który według inskrypcji zajął tron po Uzanie I, mógł być opiekunem swego siostrzeńca i zięcia Kyawswy I. Starsza córka Sithu, Saw Gyi, poślubiła Kyawswę I.
Sithu była prawdopodobnie wujem Kyawswy I ze strony matki, gdyż ojciec tego ostatniego, Thihathu, miał tylko dwóch braci, Athinhkayę i Yazathingyana, którzy zmarli już wcześniej.